# Múgica (España)
Múgica (oficialmente en euskera: Muxika) es un municipio de la provincia de Vizcaya, en el País Vasco, España.
La actual configuración del municipio se remonta a 1966 cuando Múgica se anexionó los vecinos municipios rurales de Ibárruri (Ibarruri) y Gorocica (Gorozika), que conformaban junto a Amorebieta, Echano y Larrabezúa la Merindad de Zornoza, pasando a ser barrios del municipio.

## Toponimia
El actual municipio de Múgica es heredero de la antigua anteiglesia de Ugarte de Múgica.
Originalmente la anteiglesia se denominaba San Vicente de Uharte, como figura en el primer documento que menciona a la misma. Es la donación en 1082 de la iglesia de Sancti Vincenti de Vharthe (así consta en el documento original en latín) al Monasterio de San Millán de la Cogolla. Ugarte es el nombre del principal barrio y capital actual del municipio.
A principios del siglo XIV surge en territorio de la anteiglesia el linaje de los Múgica (Muxica según la grafía antigua castellana). El linaje de los Múgica surge a raíz de una división del poderoso linaje de los Avendaño, que se había hecho a lo largo del siglo anterior con un patrimonio considerable en Álava y Vizcaya. Hurtado García de Avendaño, pariente mayor del linaje, dividió sus posesiones entre sus tres hijos, y a uno de ellos, Juan Galíndez, le correspondió el solar de Múgica, donde construye la casa-torre de Múgica y da comienzo a un nuevo y poderoso linaje, los Múxica o Múgica.
El solar y la casa-torre de Múgica se ubicaban en el barrio de San Román de la anteiglesia de San Vicente de Uharte, donde controlaba la ruta que iba de Guernica a Amorebieta y Munguía, así como el paso del río Oca. Desde este baluarte los Múgica acabaron controlando la anteiglesia y otros territorios de Vizcaya. También obtuvieron el patronazgo de la parroquia de San Vicente de Uharte, por todo ello la anteiglesia pasó a ser conocido como Ugarte de Múgica.
Así Múgica, es realmente el nombre del linaje que dominó esta tierra entre los siglos XIV y XV. Sin embargo, el nombre de la familia parece provenir del lugar donde establecieron su casa-torre.
Sobre el origen último del topónimo existen dos teorías. La primera relaciona Múgica con otros topónimos de la zona que presentan la misma terminación -ica: Guernica, Gatica, Ordorica, Gorocica, etc; o la similar -aca: Mundaca, Meñaca, etc. Según esta teoría este sería un sufijo de origen celta, quizás un estado más antiguo del actual sufijo locativo -aga. 
Por otro lado todos esos pueblos están al lado del río o ría del Oka / Oca y de ahí viene su terminación -ca / -ka del nombre sin buscar hipótesis celtas que no son necesarias ni evidentes.
El significado del nombre permanecería oscuro (¿?), quizás pudiera estar relacionado con algún nombre propio (¿?). Es poco probable. Los topónimos euskéricos indican ubicación o localización en su inmensa mayoría.
Muxika:
Behe Goi Oro Haitz Auzo Heda Oka Ibai Alde Den:
Barrio que se extiende junto al río Oka Bajo Peñas-Montes Todo Altos:
Mii Hui Uu Êtz Uzu Îre Uka Ime Eri Ri:
M(I) U U (i)tz (I)zi ii Ika (I)n(i ii i):
Mutzzikan:
Muxika.
La otra teoría afirma que Múgica podría tratarse simplemente de un fitónimo, ya que muxika es el nombre que recibe en euskera el melocotón (¿?). También nada probable por carecer de sentido semántico-topónimo.
En tiempos modernos Ugarte de Múgica (o simplemente Ugarte) ha sido utilizado para el barrio que hace de capital del municipio; y Múgica para el municipio en su conjunto. A lo largo de la historia se han utilizado las grafías Múxica, Mújica y Múgica, aunque esta última ha sido la más habitual y la oficial en los últimos siglos.
El nombre vasco de la localidad es Muxika, ya que este idioma ha conservado el sonido sh y por la adaptación del topónimo a la moderna ortografía vasca Múxica -> Muxika. Es el nombre oficial del municipio desde 1982.
El gentilicio es mugiquense o muxikarra.

## Demografía
Múgica cuenta con una población de 1545 habitantes (INE 2024).
| Gráfica de evolución demográfica de Múgica entre 1842 y 2021 |
| |
| Población de derecho según los censos de población del INE Población de hecho según los censos de población del INEEn estos censos se denominaba Múgica: 1842, 1857, 1860, 1877, 1887, 1897, 1900, 1910, 1920, 1930, 1940, 1950, 1960, 1970 y 1981 Entre el censo de 1970 y el anterior, crece el término del municipio porque incorpora a 48520 (Gorocica), 48523 (Ibarruri) |

## Administración y política

### Gobierno municipal
| Partido político                                              | 2015  | 2015       | 2011  | 2011       | 2007  | 2007       | 2003        | 2003        | 1999  | 1999       | 1995  | 1995       |
| Partido político                                              | %     | Concejales | %     | Concejales | %     | Concejales | %           | Concejales  | %     | Concejales | %     | Concejales |
| Euskal Herria Bildu (EH Bildu)-Bildu                          | 51,29 | 5          | 38,02 | 4          | —     | —          | —           | —           | —     | —          | —     | —          |
| Euzko Alderdi Jeltzalea-Partido Nacionalista Vasco (EAJ-PNV)  | 44,92 | 4          | 42,46 | 4          | 45,77 | 5          | 77,84       | 8           | 45,00 | 4          | 49,07 | 5          |
| Partido Socialista de Euskadi-Euskadiko Ezkerra (PSE-EE PSOE) | 1,71  | 0          | 0,72  | 0          | 0,64  | 0          | 1,44        | 0           | —     | —          | —     | —          |
| Muxika Garbi Auzotarren Elkartea (MGAE)                       | —     | —          | 17,67 | 1          | 25,94 | 2          | —           | —           | —     | —          | —     | —          |
| Partido Popular del País Vasco (PP)                           | —     | —          | 0,62  | 0          | 0,75  | 0          | 1,58        | 0           | 1,84  | 0          | —     | —          |
| Eusko Abertzale Ekintza-Acción Nacionalista Vasca (EAE-ANV)   | —     | —          | —     | —          | 25,29 | 2          | —           | —           | —     | —          | —     | —          |
| Ezker Batua-Berdeak (EB-B)-Aralar                             | —     | —          | —     | —          | 0,96  | 0          | —           | —           | —     | —          | —     | —          |
| Eusko Alkartasuna (EA)                                        | —     | —          | —     | —          | —     | —          | 18,71       | 1           | 11,35 | 1          | 12,99 | 1          |
| Euskal Herritarrok (EH)-Herri Batasuna (HB)                   | —     | —          | —     | —          | —     | —          | Ilegalizado | Ilegalizado | 40,93 | 4          | 35,93 | 3          |

### Organización territorial
Múgica tiene muchos barrios y subbarrios, ninguno de los cuales tiene el nombre de Múgica. Es difícil hacer oficial una lista de barrios, porque algunos sitios poblados pueden ser considerados parte de otros (Undabeitia y Unda como un subconjunto), y en términos de nombres, algunos formas son oficiales, la academia proporciona al EODA vasco como una regla a otros, e incluso los mapas pueden aparecer en diferentes formas.
Cuando el actual municipio fue creado en 1966, asociado con las tres anteiglesias, estos barrios se unieron entre sí. 
Ugarte de Múgica
- Amona
- Areatza
- Astelarra
- Barandika
- San Roman (Múgica)

Gorocica
- Agirre
- Aretxederreta
- Asua
- Gorozika-Elexalde, ubicación de la anteiglesia de Gorozika
- Esturo, abandonado durante el siglo XX
- Oka
- Urrialdea
- Zugastieta

Ibárruri
- Aiuria
- Berroia
- Burdaria
- Ibarruri-Elexalde, localización de la anteiglesia de Ibarruri
- Irazabal o Izebale
- Maguma
- Muniketa
- Ormaetxe
- Unda y parte de Undabeitia
- Urrutxua

## Árbol singular
Entre los barrios de Besangiz y de San Román, se encuentra la encina de Urquieta, un ejemplar de Quercus ilex ilex, con 12 metros de alturas y una copa de 26 metros de diámetro, declarada árbol singular, y protegida por la Ley de Conservación de la Naturaleza del País Vasco.